# The Slackers
The Slackers es una banda estadounidense, formada en 1991 en Brooklin, Nueva York. Su sonido es una mezcla de ska, rocksteady, reggae, dub, soul, garage rock y jazz, que la conforman como una de las bandas de mayor trascendencia en la escena neoyorquina.
Hay varios proyectos secundarios entre los integrantes de The Slackers, entre ellos David Hillyard & The Rocksteady 7, Crazy Baldhead Sound System, The SKAndalous All Stars, así como un proyecto acústico solista de Vic Ruggiero. 
Vic Ruggiero, Jay Nugent y David Hillyard, también en la ciudad de Nueva York Ska, integran Stubborn All-Stars, liderado por King Django.

## Formación actual
- Vic Ruggiero - Teclados y voz
- Jay "Agent Jay" Nugent - Guitarra
- Dave Hillyard - Saxo
- Glen Pine - Trombón, voces
- Marcus Geard - Bajo
- Ara Babajian - Batería

### Antiguos miembros y colaboradores
- Marq "Q-Maxx 4:20" Lyn - Voces
- TJ Scanlon - Guitarra
- Luis "Zulu" Zuluaga - Batería
- Jeremy "Mush One" Mushlin - Trompeta, voces
- Allen Teboul - Batería
- Dunia Best- Voz, flauta
- Jeff "King Django" Baker - Trombón
- Tobias Fields - Percusión
- Eric "E-ROC" Singer - Saxo Alto
- Victor Rice - Bajo
- Dave Hahn - Guitarra
- Justin Redekop- Trompeta

## Discografía

### Discos de estudio
- Better Late Than Never (1996)
- Redlight (1997)
- The Question (1998)
- Wasted Days (2001)
- The Slackers and Friends (2002)
- Close My Eyes (2003)
- An Afternoon in Dub (2005)
- Slackness (2005)
- Peculiar (2006)
- The Boss Harmony Sessions (2007)
- Self Medication (2008)
- Lost & Found (2009)
- The Great Rocksteady Swindle (2010)
- The Radio (2011)

### Singles
- "2-Face" (1996)

### EP
- International War Criminal (2004)
- The Slackers/Pulley Split (2004)

### Casetes
- Do The Ska With The Slackers (1992)
- The Slackers (1993)

### Discos en vivo
- Live at Ernesto's (2000)
- Upsettin' Ernesto's (2004)
- Slack in Japan (2005)

### Colecciones
- Before There Were Slackers There Were... (1999)
- Big Tunes! Hits & Misses from 1996 to 2006 (2007)

### Compilados
- Give 'Em the Boot
- Give 'Em the Boot II
- Give 'Em the Boot III
- Give 'Em the Boot IV
- Give 'Em the Boot V
- Give 'Em the Boot VI
- This Is Special Potatoe Vol. 1
- From New York to Luxembourg (Live @ the Kufa) (with P.O. Box, Kunn & the Magic Muffins and Toxkäpp)
- New York Beat: Breaking And Entering Volume 2